# Акробатика
Акробатика (грч. ἀκροβατέω — „ход на прстима”, „шепурење”), вештина скакања, превртања и балансирања, извођење неуобичајених перформанси у одржавању равнотеже, спретности и моторичкој координацији. Дио је многих сценских умјетности, спортова и борилачких вјештина. Акробатика се најчешће повезује с активностима које имају велику примјену гимнастичких елемената, као што је акро плес, циркус и гимнастика, али и многе атлетске активности — као што је балет и роњење — могу садржавати акробатске дијелове. Иако је најчешће повезана са перформансама људског тијела, може се односити и на друге врсте перформанси, као што је аеробатика.

## Историја
Акробатске традиције постоје и у многим културама и постоје докази да су најраније такве традиције настале прије неколико хиљада година. На примјер, минојска умјетност из око 2000. године прије н. е. садржи описе акробатских подвига на леђима бикова. Антички Грци и Римљани су практиковали акробатику, а племићки дворови средњовјековне Европе су често у својим забавама имали акробатске представе које су укључивале жонглирање.
У Кини је акробатика била дио културе од времена владавине династије Хан. Акробатика је тада била дио сеоских фестивала након жетве. За вријеме династије Танг акробатика је имала једнак развој као и у Европи током средњег вијека, те се развила у изведбе по дворовима од 7. до 10. вијека. Акробатика је до данас остала важан саставни дио савремене кинеске умјетности.
Иако се назив акробатика првотно односио на ход по ужету, у 19. вијеку се назив проширио и на друге изведбе у циркусу. Током касног 19. вијека разне акробатске и гимнастичке вјештине се развијају у такмичарске спортове у Европи.
Акробатика је чест мотив другим гранама умјетности. Пимјер тога је Акробате у циркусу Фернандо (Франциска и Ангелина Вартенберг) коју је насликао импресиониста Пјер Огист Реноар, а која приказује двије сестре акробаткиње из Њемачке, и Акробате у париском предграђу од Виктора Васнецова.

## Врсте
Аерилиста је акробата који своје перформансе врши у ваздуху, на апаратима као што су трапез, конопац, љуљашка, колијевка, шипка, свила или обруч.

## Ходање по конопцу
Ходање по конопцу, које се назива и фунамбулизам, вештина је ходања по танкој жици или ужету. Она има дугу традицију у разним земљама и обично је повезана са циркусом. Остале вештине сличне ходању по ужету укључују ходање по опуштеном конопцу и слаклајнинг.
- Затегнута жица је вештина одржавања равнотеже док се хода по затегнутој жици између две тачке. То се може урадити помоћу алата за уравнотежење (кишобран, вентилатор, балансна мотка, итд) или „слободном руком“, користећи само нечије тело за одржавање равнотеже. Типично перформансе на затегнутом конопцу укључују плес или манипулацију предметима. Акти манипулације предметима укључују разне реквизите, као што су чуњеви, колутови, капе или штапови. Извођачи на затегнутом конопцу су чак користили и колица са путницима, мердевине и животиње. Техника одржавања равнотеже је задржавање центра масе извођача изнад тачке ослонца - обично њихових стопала.
- Висока жица је облик затегнуте жице, али се изводи на много већој висини. Иако не постоји званична висина када затегнута жица постаје висока жица, обично се жице на висини преко 6 м сматрају чином високе жице.
- Небески ход је облик ходања по конопцу који се изводи на великим висинама и распонима. Небески ход се изводи на отвореном између високих зграда, преко клисура, водопада или других природних и вештачких структура.

### Канопци
Иако је генерално „полагање“ (завртање конопа) исто у свим својим саставним нитима, резултат је да се конопац може сам увити. То би било катастрофално за циркуску жицу, те је у том случају језгро ужета обично од челика и положено је у супротном смеру од спољних слојева, тако да се увијања међусобно уравнотежују.

### Биомеханика
Акробате одржавају равнотежу постављањем свог центра масе директно преко основе ослонца, тј. пребацујући већи део своје тежине преко ногу, руку или било ког дела тела помоћу којег се држи. Када су на земљи са ногама једна поред друге, основа носача је широка у бочном смеру, али уска у сагиталном (одназад унапред). У случају ходача по затегнутој жици, ноге су паралелне једна другој, једно стопало је постављено испред другог док је на жици. Према томе, њихање ходача по конопцу је са стране на страну, са драстично умањеном бочном потпором. У оба случаја, било упоредо или паралелно, чланак је пивотална тачка.
Ходач по жици може да користи мотку за равнотежу или може да испружи своје руке нормално на труп попут мотке. Ова техника пружа неколико предности. Дистрибуира се маса даље од пивоталне тачке, повећавајући тако момент инерције. Ово смањује угаона убрзања, те је потребан већи обртни моменат за ротирање извођача преко жице. Резултат је мање нагињања. Поред тога, извођач такође може кориговати њихање окретањем мотке. Ово ће створити једнак и супротан обртни момент на телу.
Ходачи затегнутом жицом обично наступају у врло танким и флексибилним патикама са кожним или антилопским ђоном како би заштитили стопала од огреботина и модрица, док се притом омогућава стопалима да се савијају око жице. Иако је то врло ретко у перформансама, аматери, хобисти или неискусни фунамбулисти често ходају боси како би се жица могла ухватити између великог и другог прста. То се чешће ради када се користи конопац, јер мекша и свиленкаста влакна мање оптерећују босу ногу него тврђа и абразивнија плетена жица.

### Познати ходачи на конопцу
- Џеј Кокран, Канађанин, поставио је вишеструке рекорде у небеском ходу, укључујући Велики кинески небески ход[6] у клисури Кутанг, Кина, 639 m (2.098 ft) дуг, 410 m (1.340 ft) висок од једног зида литице до супротне стране изнад реке Јангце; најдужи небески ход са повезом преко очију,[7] дугачак 800-foot (240 m), висок 300-foot  (91 m) 1998. године, између торњева Фламинго Хилтона у Лас Вегасу u Невади, који је емитован у емисији „Светски Гинисови рекорди: Прајмтајм“ мреже ФОКС у уторак, 23. фебруара 1999. Године 2001, он је постао прва особа која је извела небески ход преко Нијагариних водопада у Канади за више од задњих сто година.[8] Његови финални наступи одржани су током небеског хода 2012,[9] са подношењем светског рекорда[10] од 11,81 miles (19,01 km) у кумулиране раздаљине небеског хода од Скајлон торња на висини од 520 feet (160 m) прелазећи 1.300 feet (400 m) високе жице до врхунца хотела Хилтон Фалсвју на висини од 581 feet (177 m).
- Фарел Хетиг, амерички ходач по високом канапу, започео је као члан тима из Валенде, својевремено је држао рекорд у највећем нагибу хода по жици који је извршио 1981.[11]
- Денис Жоселин, француски ходач по конопцу, комплетирао је 6. априла 2014. ход преко реке Сене у Паризу. Требало му је 30 минута хода преко 150 m (490 feet) ужета, на 25 m (82 feet) метара изнад реке. Он је покривао је очи на пола пута без упрта или сигурносне мреже, мада су полицијски чамци били су при руци у случају да падне.[12][13]
- Фјодор Молодцов (1855–1919), руски ходач по конопцу. Било је познато да изводи бројне трикове попут ходања по ужету док пуца, носи друге особе, хода на штулама, плеше, па чак и док је неуравнотежен пиротехничким експлозијама. Познато је да је победио Блондина током проласка затегнутог ужета преко реке Неве, прелазећи на ширем месту.
- Хорхе Оједа-Гузман, еквадорски ходач по конопцу, поставио је светске рекорде издржљивости Гинисове књиге, као и еквадорски рекорд затегнутог конопца, за 205 дана живота на жици, од 1. јануара до 25. јула 1993. у Орланду на Флориди.[14]
- Ник Валенда, праунук Карла, друга особа која је ходала од Сједињених Држава до Канаде преко водопада Хорсшу на Нијагариним водопадима 15. јуна 2012; са мајком Далајлом (Карлова унука), довршио последњи покушај свог прадеде између две куле хотела Кондадо плажа 4. јуна 2011. Дана 23. јуна 2013. успешно је прешао клисуру на подручју Великог кањона. Дана 2. новембра 2014. прешао је реку Чикаго од западног торња Марина Ситија до зграде Леа Барнета, ходајући по конопцу завезаних очију од западне куле до источне куле Марина Ситија.[15][16] Он је извео рекордни ход на 2.000 ft (610 m) на Кингсовом острву 4. јула 2008. године, оборивши рекорд хода Карла Валенде.[17][18]
- Адили Вуксор, Кинез (Ујгур), из Синкјанга, извођач ујгурске традиције ходања по високој жици зване даваз; рекордер у највишем ходу по жици. Он је 2010. године поставио светски рекорд у Гинисовој књизи живећи на жици 60 дана, на пекиншком стадиону Птичије гњездо[19]
- Маурицио Завата, извођач је највишег хода по ужету са повезом на очима. Рекорд је постављен 16. новембра 2016. у Вулонгу, Чунгкинг (Кина).[20]